# Lepidodexia pacta
Lepidodexia pacta är en tvåvingeart som först beskrevs av Townsend 1934.  Lepidodexia pacta ingår i släktet Lepidodexia och familjen köttflugor. Inga underarter finns listade i Catalogue of Life.